# Centre d’interprétation des Mégalithes
Das Museum Centre d’interprétation des Mégalithes wurde 2005 in Murat-sur-Vèbre, bei Lacaune im Département Tarn in Frankreich eröffnet. 
Das Museum zeigt die originalen Statuenmenhire (Cambous, Col-des-Saints, Dévès-de-Félines, Favarels, La Ténézole und Le Vergnas) sowie Repliken anderer Statuenmenhire. Im Ort stehen auch weitere Statuenmenhire und Repliken (Favarels) und liegt der Dolmen du Devès de Félines.
Der "Circuit des Statues Menhirs des Monts de Lacaune" führt zu 16 weiteren Statuenmenhiren.